# Marcelo Guinle
Marcelo Alejandro Horacio Guinle (Santa Fe, 28 de septiembre de 1947-Comodoro Rivadavia, 8 de junio de 2017) fue un abogado y político argentino. Ocupó varios cargos ejecutivos y legislativos, y judicial a nivel nacional y en la provincia de Chubut. Fue Senador Nacional por Chubut entre 2001 y 2015.

## Biografía
Guinle se recibió de abogado en 1974 en la Universidad Católica Argentina, y en el año 2000 recibió el título de escribano por la Universidad de Moron.
Estuvo casado con Lilia Castillo, teniendo tres hijos y cuatro nietos.
Se desempeñó como abogado en forma privada y fue asesor legal de YPF entre 1974 y 1979. Fue juez civil, comercial y laboral de la Circunscripción Judicial sud, con asiento en Comodoro Rivadavia (ciudad donde reside). Guinle fue además juez de la cámara de apelaciones, con asiento en Trelew y juez de la cámara de apelaciones en Comodoro Rivadavia.
En 2016 había sido designado, con mandato hasta marzo de 2018, como presidente del Superior Tribunal de Justicia de la provincia de Chubut, cargo que ejerció hasta su muerte.

## Actividad política
Guinle ocupó varios cargos políticos en la provincia de Chubut. En 1986 fue nombrado secretario de gobierno de la municipalidad de Comodoro Rivadavia, entre 1987 y 1989 fue ministro de gobierno, educación y justicia de la provincia de Chubut. Formó parte de la convención nacional constituyente para reformar la Constitución Nacional en 1994. Entre 1995 y 1999 fue intendente de Comodoro Rivadavia. En 1999 se presentó como candidato a gobernador de la provincia, pero no resultó elegido.
En 2001 fue elegido por primera vez senador nacional por la provincia de Chubut, reelecto en 2003 obteniendo más del 47 % de los votos y sacando una diferencia de más de 10 puntos a su inmediato seguidor, el radical Norberto Massoni. El 4 de diciembre de 2003 fue elegido presidente provisional del senado transformándose en el segundo hombre en la línea de sucesión del presidente Néstor Kirchner.
En junio de 2009, fue elegido nuevamente senador nacional por la provincia de Chubut para el periodo 2009-2015.